# Avenida Bias Fortes
A Avenida Bias Fortes é uma das principais vias arteriais do centro de Belo Horizonte.
Seu traçado parte da Praça da Liberdade, passa pela praça Raul Soares, pela Avenida do Contorno e termina na rua Peçanha, no bairro Carlos Prates.

## Patrimônio histórico
Ao longo da avenida estão localizados sete bens culturais tombados pela Prefeitura Municipal de Belo Horizonte, dentre os quais se destacam o Palacete Falci, e a Biblioteca Pública Estadual Luiz de Bessa, projetada por Oscar Niemeyer.